# 守屋茜
守屋茜（日语：／ Moriya Akane */?，1997年11月12日—）是日本女藝人，為女子偶像組合櫻坂46前成員（在櫸坂46時期曾獲任命為副隊長），宫城縣仙台市出身，所屬經紀公司為Ten Carat。2015年以櫸坂46一期生身分出道。2021年12月19日自櫻坂46畢業，以演員為活動重心。

## 經歷
1997年11月12日，守屋出生於宮城縣。小學時，因為青少年潮流雜誌《nicola》（新潮社）而對偶像產生興趣。高三的夏天時，以成為一名播音員為目標進入升學補習班準備考大學，得知了鳥居坂46的一期生徵選，認為這是最後的機會，便報名參加了。
2015年8月21日，通過最後審查正式成為更名後的櫸坂46創團成員。
2016年3月，從高中畢業。4月6日，以櫸坂46第一張單曲《沉默的多數》而正式出道。7月18日，與菅井友香作為櫸坂46的代表，以「48＆46夢幻隊」的名義出演富士電視台音樂節目《FNS歌謠之夏祭 ～海之日特集～》。11月30日發行的櫸坂46第三張單曲《兩人季節》中首次在單曲演出中站在第一排。
2017年1月21日，於幕張展覽館舉行的《兩人季節》全國握手會中，獲任命為櫸坂46的副隊長。9月16日，於幕張展覽館舉行的「GirlsAward 2017 AUTUMN／WINTER」中首次在時裝展覽中登台。9月開始參與雜誌《an・an》的連載《美容的坂道攀登隊》。
2018年11月16日至25日，首次演出舞台劇，參演由乃木坂46、櫸坂46和平假名櫸坂46（現日向坂46）同台共演的舞台劇《殘美》。
2019年3月18日，就任東北樂天金鷲2019年度的形象角色。6月26日，發行個人第一本寫真集《潛在意識》，於去年秋天前往摩納哥拍攝，首週銷量為2.1萬本，並連續兩周取得Oricon公信榜書籍週榜寫真集部門第一位。
2021年10月22日，於櫻坂46官網的個人部落格中宣布將於第3張單曲《流彈》的活動結束後從團體畢業。11月12日，在24歳生日當天，開設個人Instagram帳戶。12月10日，與渡邊梨加於櫻坂46出道一周年演唱會「1st YEAR ANNIVERSARY LIVE」中舉行畢業典禮。12月19日，參加櫻坂46第3張單曲《流彈》發行紀念「線上見面＆問候（個別見面會）」的活動，正式從櫻坂46畢業。12月27日播出的《轉角就是櫻坂？》後，正式結束所有在櫻坂46的活動。
2022年4月29日，宣布成為經紀公司「Ten Carat」的旗下藝人，並以演員身分繼續演藝活動。5月，出演「演劇集團Z-Lion」的演劇《主题 我家的家人》（テーマ 我が家の家族），為守屋自櫻坂46畢業後首次出演舞台劇。9月1日，開設個人官方網站和官方粉絲俱樂部。

## 人物
- 暱稱是「Akanen」（あかねん）[1]。在櫸坂46冠名節目《櫸字、會寫嗎?》中常展現出擅於運動、以及不服輸的個性，而被稱為「軍曹」、「鬼軍曹」（軍曹約同於漢語所說的士官，由於有嚴厲愛罵人的形象，在日語常被戲稱為「鬼軍曹」）[2]。
- 是三姐妹中的長女[44]。
- 在櫸坂46屬於「體育會系（日语：体育会系）」的成員，國中時便加入軟式網球部、並持續進行正規選手訓練[45]，曾獲得全縣排名前八[46]。假日回老家會劈柴，擁有劈柴的技術[47]。
- 認為自己的魅力點在於長睫毛和尾指[44]。
- 興趣是購物，尋找料理美味的餐廳[48]，還有調查自己喜歡的模特兒、演員的美容方法[49]。喜歡看少女漫畫[50]。
- 認為自己個性爽朗直率。同時很怕生但會隱藏這種個性。因此雖然喜歡跟不同人聊天卻在想搭話的時候心裏感到矛盾。盡量不會在別人面前流淚。非常優柔寡斷，可以在同一件事苦惱上一小時[48]。在櫸坂46的成員看來也有像姐姐一樣可靠會照顧關心別人的溫柔一面[51]。
- 喜歡的顏色是白色、黑色和粉紅色[52]。
- 喜歡的演員是嘉麗絲·姬莉[53]。喜歡的AKB48成員是前田敦子[54]。仰慕的乃木坂46成員是橋本奈奈未[55]。

### 櫸坂46/櫻坂46相關
- 櫸坂46時期的副隊長[12]。2021年1月4日，官方發表櫻坂46副隊長的職務由2期生松田里奈接任[56]（據報導，2020年12月9日當時，櫻坂46副隊長尚未確定[57]）。
- 為衍生子團體「青空和MARRY」的一員[58]。

## 音樂作品
- 標註「★」符號表示該首歌曲有拍攝MV。

### 單曲
櫸坂46
|     | 發行日期       | 單曲名稱         | 參與歌曲名稱       | MV | 備註            |
| --- | -------------- | ---------------- | ------------------ | -- | --------------- |
| 1st | 2016年04月06日 | 沉默的多數       | 沉默的多數         | ★  | 出道作品        |
| 1st | 2016年04月06日 | 沉默的多數       | 牽手回家吧         | ★  |                 |
| 1st | 2016年04月06日 | 沉默的多數       | 沒有你             |    |                 |
| 2nd | 2016年08月10日 | 世界上只有愛     | 世界上只有愛       | ★  |                 |
| 2nd | 2016年08月10日 | 世界上只有愛     | 談談未來吧…        | ★  |                 |
| 2nd | 2016年08月10日 | 世界上只有愛     | 不一樣的藍天       |    |                 |
| 3rd | 2016年11月30日 | 兩人季節         | 兩人季節           | ★  |                 |
| 3rd | 2016年11月30日 | 兩人季節         | 大人都不相信       | ★  |                 |
| 3rd | 2016年11月30日 | 兩人季節         | 制服與太陽         | ★  |                 |
| 4th | 2017年04月05日 | 不協和音         | 不協和音           | ★  |                 |
| 4th | 2017年04月05日 | 不協和音         | W-KEYAKIZAKA之詩   | ★  | 櫸&平假名櫸坂組 |
| 4th | 2017年04月05日 | 不協和音         | 破碎的手機螢幕     | ★  | 青空與MARRY     |
| 4th | 2017年04月05日 | 不協和音         | 獨特自我           | ★  |                 |
| 5th | 2017年10月25日 | 就算風吹         | 就算風吹           | ★  |                 |
| 5th | 2017年10月25日 | 就算風吹         | 避雷針             | ★  |                 |
| 5th | 2017年10月25日 | 就算風吹         | 想要在海邊奔跑嗎？ | ★  | 青空與MARRY     |
| 6th | 2018年03月07日 | 打破玻璃！       | 打破玻璃！         | ★  |                 |
| 6th | 2018年03月07日 | 打破玻璃！       | 該回去森林了吧？   | ★  |                 |
| 7th | 2018年08月15日 | 矛盾心理         | 矛盾心理           | ★  |                 |
| 7th | 2018年08月15日 | 矛盾心理         | Student Dance      | ★  |                 |
| 7th | 2018年08月15日 | 矛盾心理         | I'm out            |    |                 |
| 8th | 2019年02月27日 | 黑羊             | 黑羊               | ★  |                 |
| 8th | 2019年02月27日 | 黑羊             | Nobody             | ★  |                 |
| 8th | 2019年02月27日 | 黑羊             | 高跟鞋的高度       | ★  | 與菅井友香合唱  |
| -   | 2020年08月21日 | 誰來鳴響那鐘聲？ | 誰來鳴響那鐘聲？   | ★  | 數字單曲        |

櫻坂46
|     | 發行日期       | 單曲名稱       | 參與歌曲名稱       | MV | 備註 |
| --- | -------------- | -------------- | ------------------ | -- | ---- |
| 1st | 2020年12月09日 | Nobody's fault | Nobody's fault     | ★  |      |
| 1st | 2020年12月09日 | Nobody's fault | 乘坐末班地鐵       |    |      |
| 1st | 2020年12月09日 | Nobody's fault | Blue Moon Kiss     |    |      |
| 2nd | 2021年04月14日 | BAN            | 那就是愛啊         |    |      |
| 2nd | 2021年04月14日 | BAN            | 比我想像中更不寂寞 | ★  |      |
| 2nd | 2021年04月14日 | BAN            | 櫻坂之詩           |    |      |
| 3rd | 2021年10月13日 | 流彈           | Sonia              |    |      |
| 3rd | 2021年10月13日 | 流彈           | 無言的宇宙         | ★  |      |

### 專輯
櫸坂46
|        | 發行日期       | 專輯名稱                                   | 參與歌曲名稱             | 備註            |
| ------ | -------------- | ------------------------------------------ | ------------------------ | --------------- |
| 1st    | 2017年07月19日 | 抹黑純真                                   | 星期一的早晨，裙子被剪了 |                 |
| 1st    | 2017年07月19日 | 抹黑純真                                   | 從哪能看見東京鐵塔？     |                 |
| 1st    | 2017年07月19日 | 抹黑純真                                   | 貓咪的名字               |                 |
| 1st    | 2017年07月19日 | 抹黑純真                                   | 太陽不會選擇抬頭的人     | 櫸&平假名櫸坂46 |
| 1st    | 2017年07月19日 | 抹黑純真                                   | 危險計劃                 |                 |
| 1st    | 2017年07月19日 | 抹黑純真                                   | 你已不在                 |                 |
| 1st    | 2017年07月19日 | 抹黑純真                                   | 這裡沒有的足跡           | 青空和MARRY     |
| 精選輯 | 2020年10月07日 | 比永遠更長的一瞬間～那時確實存在過的我們～ | 跳進十月的泳池           |                 |
| 精選輯 | 2020年10月07日 | 比永遠更長的一瞬間～那時確實存在過的我們～ | 砂塵                     |                 |
| 精選輯 | 2020年10月07日 | 比永遠更長的一瞬間～那時確實存在過的我們～ | Deadline                 |                 |

## 演出

### 電視劇
- 誰殺了德山大五郎？（2016年7月17日－10月2日，東京電視台）：飾演 守屋茜[60][61]
- 殘酷的觀眾們（2017年5月18日－7月20日，日本電視台）：飾演 望月琴[62][63]
- 與你在世界終結之日 第四季（2023年3月19日－4月25日，Hulu）：飾演 [64]
- 護理師婚活 第7集、最終集（2024年2月23日、3月1日，東京電視台）：飾演 保科光（保科ひかり）[65]
- S區的奇妙人們（2025年1月15日－2月19日，DMM TV）：飾演 Kaho（カホ）[66]
- 在這種地方吃背叛飯～呼風喚雨的七位董事～（2025年1月16日－3月20日，中京電視台）：飾演 池田千紗[67]

### 電視節目
- ナイツと石森・守屋 (欅坂46) が見つける! 東京de宮城旅2（2017年12月23日，KHB東日本放送）[68]
- 有點心機又如何？（2023年7月30日－9月10日，朝日電視台）-「あざと連ドラ」第8彈，飾演：小田切洋子（主演）[69][70]

### 電影
- 罪與悪（2024年2月2日公開，NAKACHIKA PICTURES）：飾演 清美[71]

### 舞台劇
- 殘美（2018年11月16日－25日，東京巨蛋城表演廳）：飾演 一色彩菜（TEAM BLUE）[16]
- 朗讀劇「百合和薔薇」（2019年6月5日－16日，品川王子大飯店 eX俱樂部）：飾演 [72][73]
- 演劇集團Z-Lion 第12回公演「主题 我家的家人」（2022年5月18日－5月22日，俳優座劇場）：飾演 山本悠里（山本ゆうり）[41]
- FOCUS〜更新〜（2022年9月17日－18日，銀座BLOSSOM中央會館／11月18日－19日，COOL JAPAN PARK OSAKA TT會館）：飾演 馬利莫（マリモ）[74]
- 企劃公演朗讀劇 2023（2023年4月28日，紀尾井音樂廳）[75]

### 遊戲
- 少女神樂〜殘美的安魂曲〜（2019年5月15日－，gumi（日语：gumi））：飾演 一色彩菜[76]

### 活動
- GirlsAward 2017 AUTUMN／WINTER（2017年9月16日，幕張展覽館）[77]
- Mynavi presents 第26 回 TOKYO GIRLS COLLECTION 2018 SPRING／SUMMER（2018年3月31日，橫濱體育館）- RMK[78]
- 東北樂天金鷲 對 歐力士猛牛 開球儀式（2019年5月26日，樂天生命 Park宮城）[79]

### 廣告
- Squad beyond「未来からのアドバイス編」篇、「時間も人手も足りない」篇、「まだ使ってなかったから」篇（2022年7月16日－2023年1月，SIVA）[80]

## 書籍

### 寫真集
- 潛在意識（2019年6月26日，小學館）[81]

### 雜誌連載
- an・an（日语：an・an） -「美容的坂道攀登隊」（Magazine House）[15]
  - （2017年9月20日－2019年4月10日）- 與衛藤美彩（前乃木坂46）共演[82][83]
  - （2019年5月8日－2021年9月1日）- 與大園桃子（前乃木坂46）共演[84]
  - （2021年10月6日－12月24日）- 與高本彩花（日向坂46）共演[85][86]

## 外部連結
- 守屋茜官方網站（日語）
- Ten Carat個人介紹頁 （页面存档备份，存于）（日語）
- 守屋茜的Instagram帳戶（2021年11月12日－）（日語）
- YouTube上的守屋茜 / Akanen's Style頻道 （页面存档备份，存于）（日語）

櫸坂46/櫻坂46時期
- 櫸坂46個人介紹頁（日語）
- 櫻坂46個人介紹頁（日語）
- 守屋茜 官方部落格 （页面存档备份，存于） - 櫸坂46官方网站（2015年11月13日－2020年10月13日）（日語）
- 守屋茜 官方部落格 - 櫻坂46官方網站（2020年10月17日－2021年12月31日）（日語）
- 守屋 茜（櫻坂46）的SHOWROOM專頁（页面存档备份，存于）（日語）
- 櫸坂46守屋茜1st寫真集《潛在意識》【公式】的X（前Twitter）（2019年5月7日－）（日語）
- 櫸坂46守屋茜寫真集《潛在意識》【公式】的Instagram帳戶（2019年5月7日－）（日語）